# Servaes de Koninck
Servaes de Koninck, ook Servaes de Konink, Servaas de Koninck of Servaas de Konink (Dendermonde of Gent (Vlaanderen), ca. 1654 - Amsterdam, ca. 1701) was een barokcomponist uit de Nederlanden van motetten, Nederlandse liederen, kamer- en toneelmuziek, Franse airs en Italiaanse cantates.

## Jeugd en opleiding in de Zuidelijke Nederlanden
Van 1663 tot 1665 was De Koninck koraal (koorknaap) aan de Sint-Jacobskerk in Gent. In 1675 schreef hij zich als student in aan de Leuvense universiteit. Rond 1680 woont hij in Brussel.

## Loopbaan in de Republiek
Omstreeks 1685 vestigde hij zich metterwoon in Amsterdam, waarin die andere componist uit de Zuidelijke Nederlanden, Carel Hacquart, hem al was voorgegaan. Hij vertoefde er in kringen rond de Amsterdamse Schouwburg en werkte later vermoedelijk op eigen houtje als musicus in Amsterdam. Hij was muziekleraar aan de Franse meisjesschool van Lucie Quartier. In Amsterdam verschenen van hem tussen 1696 en 1699 zeven opusnummers bij de muziekuitgever Estienne Roger: twee bundels met sonates voor één en voor twee fluiten met en zonder basso continuo, de tragedie Athalie van Jean Racine waarvan De Koninck de koren op muziek zette (1697), twee bundels trio’s, de Hollandsche Minne- en Drinkliederen (eveneens 1697) en een bundel motetten (1699). Het korte bestek waarin de opusnummers bij Roger verschenen doet vermoeden dat een aantal composities al vroeger waren voltooid en alleen nog maar op een uitgever wachtten. Buiten deze reeks zijn er van hem nog een aantal composities in handschrift en in druk bewaard. De Koninck overleed in Amsterdam omstreeks 1701. Het werd op 15 juli 1701 begraven op het Karthuizer Kerkhof (later geruimd en ingericht als Karthuizerplantsoen).

## De kring rond Cornelis Sweerts
Servaes maakte in Amsterdam deel uit van een groepje van vier uit den vreemde afkomstige componisten, die in de periode rond 1700 tot een tijdelijke bloei van Nederlandstalige muziek bijdragen en wier namen voortdurend in verband met elkaar en met de boekverkoper Cornelis Sweerts en/of de dichter Abraham Alewijn kunnen worden aangetroffen: behalve De Koninck zelf, waren dat David Petersen (1651-1737, afkomstig uit Lübeck), Nicolaas Ferdinand le Grand (ca. 1655-1710, Frankrijk of de Zuidelijke Nederlanden ?) en Hendrik Anders (1657-1714, afkomstig uit Oberweißbach, Thüringen).
Zo verschijnen liederen van Anders en De Koninck in de door Cornelis Sweerts uitgegeven Verscheide Nieuwe Zangen van 1697, terwijl Ferdinand Le Grand van diezelfde Sweerts al in 1695 het Tweede deel der Mengelzangen op muziek had gezet, en in 1705 zijn Alewijn en Sweerts als tekstdichters verenigd in de uitgegeven bundel Boertige en ernstige minnezangen die door Petersen, Anders en De Koninck waren getoonzet.
In zijn Inleiding tot de zang- en speelkunst noemde Sweerts vrijwel alle componisten die in die jaren van de late 17e eeuw tot de tijdelijke bloei van muziek op Nederlandse tekst hadden bijgedragen:
Heel stip heeft ANDERS daar in ‘t Neerduits op gelet,
Dat die naar de Italjaanse en Franschen trant gezet
Kan werden: en het blijkt, dat hij in beide taalen
Niet zo veel glorie als in ‘t Neerduits zou behalen:
Ook doen ons PETERZEN en SCHENK op ‘t klaarste zien,
Dat elk zijn eigen spraak meer eere hoort te bien:
Zoo zijn ‘er van ROZIER en KONING braave stukken,
Die opgezongen naar de kunst, elkeen verrukken.

## Zangspel
Zowel De Koninck als Anders en Petersen waren actief op het gebied van het zogenaamde zangspel, een genre dat aan de opera grenst, en waar machinerieën, instrumentale muziek en liederen in het toneel een belangrijk aandeel in hadden. De teksten voor deze zangspelen bezorgden naast Sweerts en Abraham Alewijn ook Dirck Buysero.
In 1688 werd De Konincks pastorale De Vryadje van Cloris en Roosje, waarvan het libretto aan Dirck Buysero wordt toegeschreven, een doorslaand succes. De korte klucht ontwikkelde zich tot een stuk dat niet uit het repertoire was weg te slaan. Er ontstond dan ook een traditie om het na de jaarlijkse opvoering van Vondels Gijsbrecht van Aemstel op te dissen. Deze traditie hield tot diep in de 20e eeuw stand, maar dan wel zonder De Konincks muziek, want zijn partituur verdween in 1772 met de schouwburg in een brand en nieuwe toneelmuziek werd vervolgens door Bartholomeus Ruloffs gecomponeerd.
Het is opmerkelijk dat van De Koninks toneelmuziek niets uit deze klucht in druk verscheen, terwijl van andere theaterproducties wel geselecteerde liederen gepubliceerd werden; ofschoon het niet uitgesloten is dat een doorslagje van door hem gecomponeerd materiaal is opgenomen in de voor Estienne Roger in eerste instantie door De Koninck samengestelde reeks De Hollantsche Schouburgh, waarvan tussen 1697 en 1716 in Amsterdam zeven bundels verschenen.

## Minne- en Drinkliederen
Een bijzondere uitgave onder de zeven die van De Koninck bij Estienne Roger verschenen is de bundel Hollandse Minne- en Drinkliederen, waarvan de tekstdichter niet met naam bekend is en die een burgerlijk publiek beogen: om de liederen aan de man te brengen werd nadrukkelijk vermeld dat ze op Fransche Manier en Italiaansche Manier gecomponeerd zijn; die stijlaanduidingen passen binnen de politiek van uitgever Estienne Roger, die zijn fonds een internationaal stempel wil meegeven. De Fransche manier verwijst hier naar de overigens uit Italië afkomstige Jean-Baptiste Lully die voor een ingehouden verfijnde stijl staat, een idioom dat De Koninck tot in elk detail beheerste. De Italiaanse stijl daarentegen heet uitbundiger, expressiever en meer extravert te zijn, maar is in deze bundel niet zo prominent aanwezig. Toch illustreert deze stijlmengeling zonder meer het internationale, eclectische muzikale milieu in het Amsterdam aan het eind van de 17e eeuw.
De Koninck experimenteert in de bundel ook met grotere vormen en uitgebreidere bezettingen die - niet verwonderlijk - aan het theater herinneren: zeven liederen in zijn bundel zijn samengevoegd tot een Zaamen-Spraak tusschen Coridon en Climene, die met een duet op zyn Italiaansch afsluit.

## Overige bundels
Een andere bundel van De Koninck, ook bij Roger uitgegeven, en die bijzondere aandacht verdient, is zijn opus 7, de Sacrarum armoniarum (1699), waar de invloed van de recente Italiaanse muzikale ontwikkelingen nog het best tot uiting komt in het Maria-motet Mortales sperate, met name in de twee kleine da capo-aria’s voor tenor en alt en in het sterk toegenomen aandeel van de instrumenten die in voortdurende dialoog met de zangers verkeren. De Latijnse motetten herinneren aan de katholieke achtergrond van de componist.
De Konincks sonates vertonen de invloed van Corelli terwijl zijn vioolcomposities die van Petersen en Schenck ondergaan.
Bij de incidentele muziek voor Athalie lijken Lully en Charpentier nooit ver weg. Zoals Couperin en Clérambault zag De Koninck zich als pleitbezorger van de zogenaamde goûts réunis.

## Discografie
Zelden wordt werk van Servaes de Koninck op cd opgenomen. Anno 2016 is de enige discografische monografie:
- Servaas de Koninck. Ah! I wish I were a little dog! Love and Drinking Songs of the Netherlands, door Dopo Emilio, Emergo Classics EC 3961-2, 1993.

Een aantal verzamelcd’s waarop ook materiaal van De Koninck te vinden is:
- Saints & Sinners, door Cappella Figuralis, o.l.v. Jos Van Veldhoven, Channel Classics, 1998 (De Konincks motet Venite ad me (De Elevatione))
- Four Dutch Composers of the Golden Age, Ensemble Bouzignac Utrecht, o.l.v. Erik van Nevel, Vanguard Classics, 1995 (De Konincks motet Mortales sperate)
- Musica Neerlandica, Apollo Ensemble & Max van Egmond, 1995 (De Konincks drinklied In het glaasjen)